# Uraha
Uraha ist eine paläoanthropologische Fundstätte auf dem Gebiet des gleichnamigen Dorfes, unweit von Karonga im Norden von Malawi. Am 11. August 1991 wurde hier das damals älteste der Gattung Homo zugeschriebene Fossil entdeckt, ein Unterkiefer von Homo rudolfensis mit der Sammlungsnummer UR 501.
Bereits in den 1920er-Jahren hatte der britische Geologe Frank Dixey (1892–1982) in einer Fachveröffentlichung zur Geologie des Malawi-Rifts erwähnt, dass er nahe dem Malawisee in den Hügeln von Uraha Artefakte entdeckt habe. Diese Steinwerkzeuge wurden Mitte der 1960er-Jahre ins Middle Stone Age datiert. Deutlich ältere Fundschichten wurden erstmals 1970 von John E. Mawby berichtet, was wesentlich dazu beitrug, dass die von Friedemann Schrenk und seinem US-amerikanischen Kollegen Timothy Bromage initiierte, deutsch-amerikanisch-malawische Forschungskooperation Hominiden-Korridor-Projekt ab 1983 ihre ersten Studien auf das Gebiet von Uraha konzentrierte. Dies geschah vor dem Hintergrund der Überlegung, dass die frühen Vorfahren des Menschen nicht allein im südlichen Afrika sowie in Ostafrika, sondern auch in der Region dazwischen gelebt hatten.
Nach Klärung der Abfolge von Sedimentschichten im Bereich der Fundstelle von UR 501 und anhand nachfolgender biostratigraphischer Analysen, insbesondere von Schweinezähnen, wird dem Unterkiefer heute ein Alter von mindestens 2,4 Millionen Jahren zugeschrieben. UR 501 galt daher bis zur Beschreibung des Unterkiefer-Fragments LD 350-1 im März 2015 als das älteste bekannte Fossil der Gattung Homo.
Die jahrelange Zusammenarbeit von malawischen, europäischen und US-amerikanischen Wissenschaftlern führte u. a. zur Gründung der Uraha-Stiftung, eines Vereins mit Sitz in Frankfurt am Main, dessen Ziel die Förderung von Wissenschaft und Forschung in und über Afrika ist. Der Verein hat in Karonga ein Kultur- und Museumszentrum finanziert, das der lokalen Bevölkerung die Evolution des anatomisch modernen Menschen (Homo sapiens) vermittelt.

## Belege
1. ↑  Timothy Bromage, Friedemann Schrenk und Frans W. Zonneveld: Paleoanthropology of the Malawi Rift: An early hominid mandible from the Chiwondo Beds, northern Malawi. In: Journal of Human Evolution. Band 28, Nr. 1, 1995, S. 71–108, doi:10.1006/jhev.1995.1007.
2. ↑  Eintrag Uraha in: Bernard Wood (Hrsg.): Wiley-Blackwell Encyclopedia of Human Evolution. 2 Bände. Wiley-Blackwell, Chichester u. a. 2011, ISBN 978-1-4051-5510-6.
3. ↑  John E. Mawby: Fossil vertebrates from northern Malawi: preliminary report. In: Quaternaria. Band 13, 1970, S. 319–323.
4. ↑  Friedemann Schrenk et al.: Early Hominid diversity, age and biogeography of the Malawi-Rift. In: Human Evolution. Band 17, Nr. 1–2, 2002, S. 113–122, doi:10.1007/BF02436432.
5. ↑  Christian Betzler und Uwe Ring: Sedimentology of the Malawi Rift: Facies and stratigraphy of the Chiwondo Beds, northern Malawi. In: Journal of Human Evolution. Band 28, Nr. 1, 1995, S. 23–35, doi:10.1006/jhev.1995.1004, Volltext.
6. ↑  Ottmar Kullmer: The fossil suidae from the Plio-Pleistocene Chiwondo Beds of northern Malawi, Africa. In: Journal of Vertebrate Paleontology. Band 28, Nr. 1, 2008, S. 208–216, doi:10.1671/0272-4634(2008)28[208:TFSFTP]2.0.CO;2.
7. ↑  Friedemann Schrenk, Timothy Bromage et al.: Oldest Homo and Pliocene biogeography of the Malawi Rift. In: Nature. Band 365, 1993, S. 833–836, doi:10.1038/365833a0.
8. ↑  URAHA-Foundation Germany e. V.
9. ↑  Kultur- und Museumszentrum Karonga.

Koordinaten: 10° 21′ 0,6″ S, 34° 9′ 23,3″ O